# Georges Acampora
Georges Antoine Acampora dit Georgio, né le 20 février 1926 à Bab El Oued (Alger) est un militant algérien de la cause nationale algérienne et ex-condamné à mort par la France durant la guerre d'Algérie.
Membre phare des Combattants de la libération (CDL), groupes armés constitués par le Parti communiste algérien (PCA) qu'il rejoint afin de mener des actions de sabotage.

## Débuts dans la vie politique
Jeune homme très impliqué dans la vie de son pays, c'est en 1950, alors âgé de 24 ans, qu'il décide d'adhérer au Parti communiste algérien (PCA) après avoir participé à plusieurs grèves et actions sociales avec plusieurs de ses camarades du quartier de Bab-El-Oued, il confie : 
« hé bien comme j’étais sur le quartier, je connaissais des camarades qui y activaient pour le PCA ; j’ai commencé à participer à des actions sociales avec les camarades, sans être membre du parti. Ensuite on assiste aux premières grèves, et là, tu commences à voir, à comprendre, à rentrer dans l’action. Je n’avais ni mon père, ni ma mère, ni mon frère dans ses idées-là. Les choses de la famille ce n’était pas ça… Je connaissais des camarades dans le quartier, alors j’y suis allé tout seul, à la section de Bab-El-Oued… C’est dans l’action avec les camarades que j’ai décidé d’entrer au PCA » (socialgerie)

## Actions militantes
Georgio effectue son service militaire à Cherchell, service lors duquel il acquiert une expérience militaire qui lui sera très utile dans ses futures actions. En effet, il s'engage dans le mouvement de lutte pour l'indépendance de l'Algérie et met à profit son expérience pour réparer les armes et rectifier les culasses dans les ateliers des pompiers, « je rentrais une arme à la fois » dit-il. C'est après l'accord entre le Front de libération nationale (FLN) et le PCA qu'il intègre les Combattants de la libération (CDL), mène des actions contre l'occupant français et sera « Fidaï » (Un « fidaï », en arabe, est un soldat, soumis à un code de l'honneur strict et prêt à sacrifier sa vie pour une cause, sans pour autant aspirer à devenir martyr).
Il est condamné à mort en 1956 pour l’attentat contre le commissariat de police de la Redoute (El Mouradia), sur les hauteurs d'Alger[réf. nécessaire]. 
Mais il échappe à la guillotine car, selon Mustapha Boudina, le président de l’Association algérienne des condamnés à mort, Georges Acampora faisait partie des militants indépendantistes condamnés à mort « dont la peine n’a pas été exécutée parce qu’ils étaient jugés dans d’autres affaires après leur condamnation », et ajoute que « les exécutions ont été ensuite suspendues après l’arrivée au pouvoir du général de Gaulle en 1958 et le début des négociations entre l’Algérie et la France qui ont conduit au cessez-le-feu le 19 mars 1962 ».
Il est en effet gracié en 1959, sera transféré à la prison d'El-Harrach et sa peine fut commuée en travaux forcés à perpétuité, avec 181 personnes condamnées à mort avant d'être libéré en 1962 lors de l'indépendance de l'Algérie[réf. nécessaire].

### Abandon de sa nationalité française
Après l'indépendance de l'Algérie le 5 juillet 1962, Georges Acampora qui avait droit à la binationalité franco-algérienne décide de renoncer à la nationalité française. Par décret, il a acquis la nationalité algérienne le 18 novembre 1963.

## La fin des mouvements communistes
Dans le début des années 90 survient la fin des mouvements communistes avec notamment la chute de l'URSS.
Le 11 mars 1991, après les événements qui ont secoué les partis communistes et les pays socialistes, le journal l’Humanité, organe central du Parti communiste français (PCF), publiait un entretien avec Georges Acampora, il déclare :
« Le mouvement de libération national a canalisé tous les patriotes sur l’objectif de l’indépendance de L’Algérie. Les communistes algériens ont participé à ce large mouvement de libération nationale. À cette époque la perspective socialiste donnait à notre combat un objectif à long terme. Nous avons partagé cet espoir avec des nationalistes issus du MTLD (Mouvement pour le Triomphe des Libertés Démocratiques).
Personnellement j’ai participé après l’indépendance aux brigades de travail volontaire pour la réforme agraire. Nous avons aidé les paysans à occuper les grandes propriétés laissées vacantes par le départ des colons. Nous avons participé bénévolement au reboisement des régions entières napalmées. Je me souviens du rassemblement de L’Arbaatach. Plus d’un million de personnes étaient là. La venue de Che Guevara à Alger avait enthousiasmé notre jeunesse. Aujourd’hui ces arbres atteignent une hauteur respectable. Le socialisme n’est peut-être plus à l’ordre du jour, mais je reste profondément attaché à mon idéal. Je continue à militer au Parti de l’Avant-Garde Socialiste (PAGS). J’espère que la façon dont s’est déroulé la guerre du Golfe va faire tirer aux peuples de la région les enseignements nécessaires pour qu’une telle tragédie ne puisse se renouveler ».

## Mort
Georges Acampora meurt à 85 ans des suites d'une longue maladie[Laquelle ?] le 11 février 2012 à 17h à l'hôpital militaire d'Aïn Naadja. 
Il est inhumé le 13 février 2012 au cimetière chrétien de Bologhine (Alger) où reposent déjà des membres de sa famille.